# Placca antartica

     Le placche terrestri; in blu la placca antartica.
La placca antartica è una placca tettonica della litosfera terrestre, che corrisponde al continente antartico e alle porzioni meridionali degli oceani circostanti, estendendosi su una vastissima area all'estremità meridionale del pianeta Terra.

## Descrizione
La placca antartica ha una superficie di circa 60.900.000 km², che ne fa la quinta più grande placca tettonica del pianeta. Tradizionalmente, la placca delle Shetland viene compresa come parte della placca antartica.
I suoi confini geologici (dal punto di vista geografico e geologico, come si vede dall'immagine illustrativa a destra, sono tutti a nord) sono divisi con:
- la placca pacifica, in corrispondenza dell'oceano omonimo, tramite un margine divergente segnato dalla dorsale pacifico-antartica e dalla parte meridionale della dorsale del Pacifico orientale;
- la placca africana, tramite i margini divergenti marcati dalla dorsale medio-atlantica e dalla dorsale indiana sudoccidentale, (separate dalla importante frattura del Mozambico);
- la placca di Nazca con un margine divergente e trasverso;
- la placca sudamericana, al di sotto della quale subduce in prossimità delle coste meridionali del Cile e diverge dalla parte orientale (in corrispondenza della parte meridionale della dorsale medio-atlantica e della parte occidentale di quella indiana sudoccidentale);
- la placca Scotia, (zona sia di divergenza che di convergenza) nella parte meridionale dell'Atlantico sudamericano;
- la placca indo-australiana, tramite un margine divergente segnato dalla dorsale indiana sudorientale e dalla parte sudorientale della dorsale medio-indiana.

La placca antartica comprende aree di crosta terrestre sia oceanica che continentale (tutta la massa continentale antartica); quest'ultima è costituita per la maggior parte da superfici antiche e stabilizzate (piattaforma dell'Antartide orientale) e da superfici più recenti, di epoca cenozoica e mesozoica.
La placca antartica è un caso particolare tra tutte le placche dato che per gran parte dei suoi confini geologici sono margini divergenti (ad eccezione di due piccole porzioni, il Cile meridionale e la parte orientale della placca Scotia, che invece sono a margine convergente), quindi l'intera placca viene "compressa" da tutti i lati dalle altre placche; studi recenti confermano che la placca antartica si sta spostando verso nord (la zona di subduzione cilena), dove tra milioni di anni si unirà con la parte meridionale del continente sudamericano.